# Opel Zafira
De Opel Zafira is een multi-purpose vehicle (MPV) van Opel/General Motors, op het platform van de Opel Astra. Hij is wat groter dan de later uitgekomen Meriva, maar kleiner dan de uit de productie gehaalde Sintra. De Zafira is verkrijgbaar met verschillende benzine- en dieselmotoren: een 1.6, 1.8, 2.0 of 2.2 liter benzinemotor of een 1.9 liter Common rail turbodieselmotor (CDTI), eigenlijk een JTD van Fiat met vermogens van 100 pk tot 150 pk. De 2.0 liter benzinemotor is uitgerust met een turbocompressor. Van de Opel Zafira is ook een cng-versie en een bi-fuel (lpg)-versie leverbaar. De bi-fuel-uitvoering wordt zoals alle Opel bi-fuel-versies af fabriek geleverd met het befaamde Omegas 3-lpg-injectiesysteem van Landi Renzo. De LPG ringtank is ingebouwd in de ruimte van het reservewiel en de lpg-vulopening is netjes weggewerkt achter het tank klepje.In de Edition-uitvoering met 1.4 Turbo-bi-fuelmotor stoot de Zafira op lpg slechts 139 gram CO2 uit.
De Opel Zafira heeft een zogenaamd "Flex7"-zitsysteem. Van de zeven zitplaatsen is alleen de bestuurdersstoel niet inklapbaar. De twee achterste stoeltjes verdwijnen opgeklapt helemaal in de laadvloer en de achterbank is per zitplaats inklapbaar en is bovendien in de lengte verstelbaar.

## Zafira A (1999-2005)

### Kenmerken

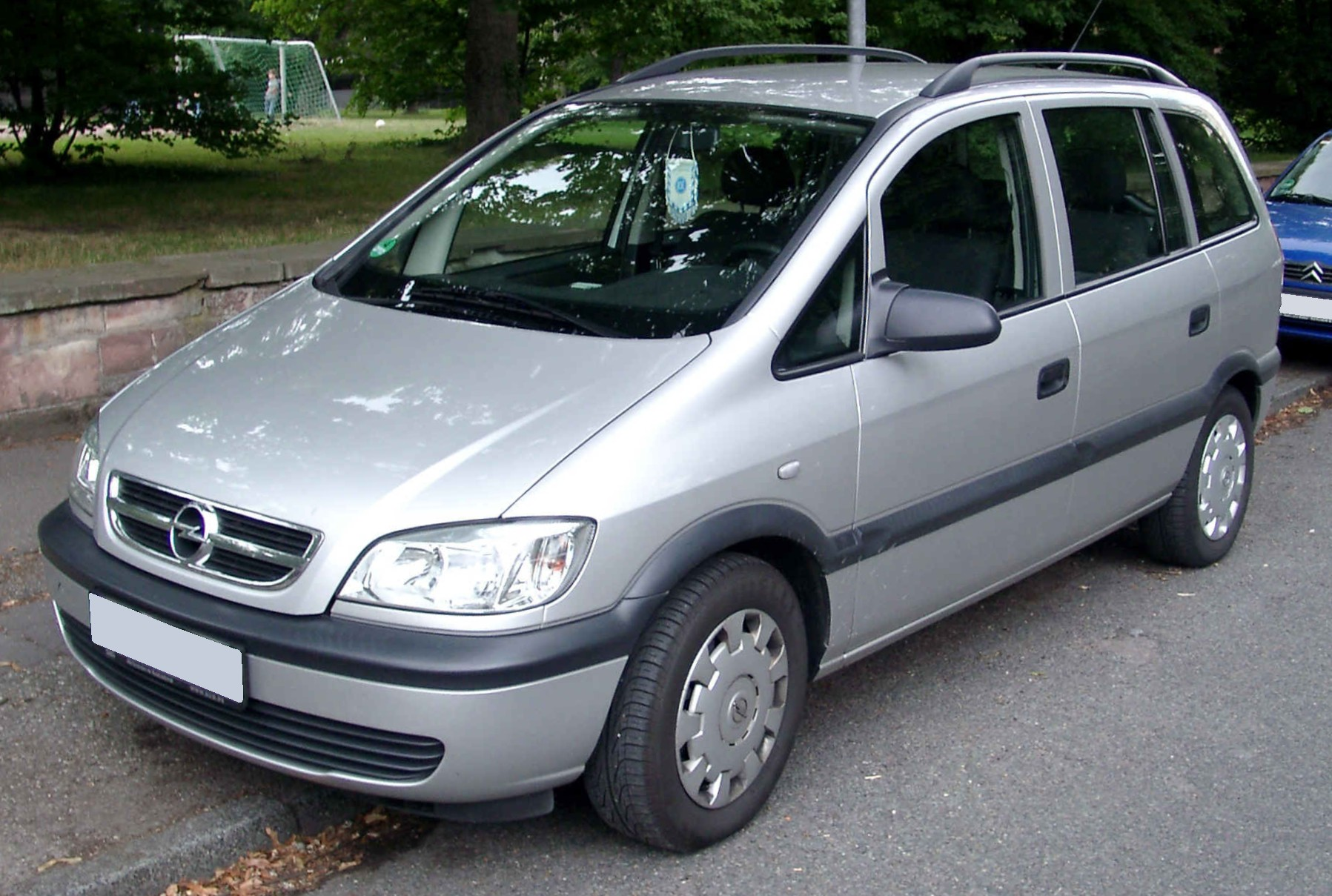
Zafira A

De Zafira A kwam in 1999 op de markt en werd gebouwd op het platform van Opel Astra G. Het was toen de enige rivaal voor de Scénic van Renault die jaren het rijk alleen had gehad in het segment van de compacte eenvolumers. Concurrenten volgden: Volkswagen Touran, Mazda 5, Toyota Corolla Verso, etc. In 2002 kreeg de Zafira A een facelift en in augustus 2005 werd hij opgevolgd door de tweede generatie Zafira.

### OPC-uitvoering

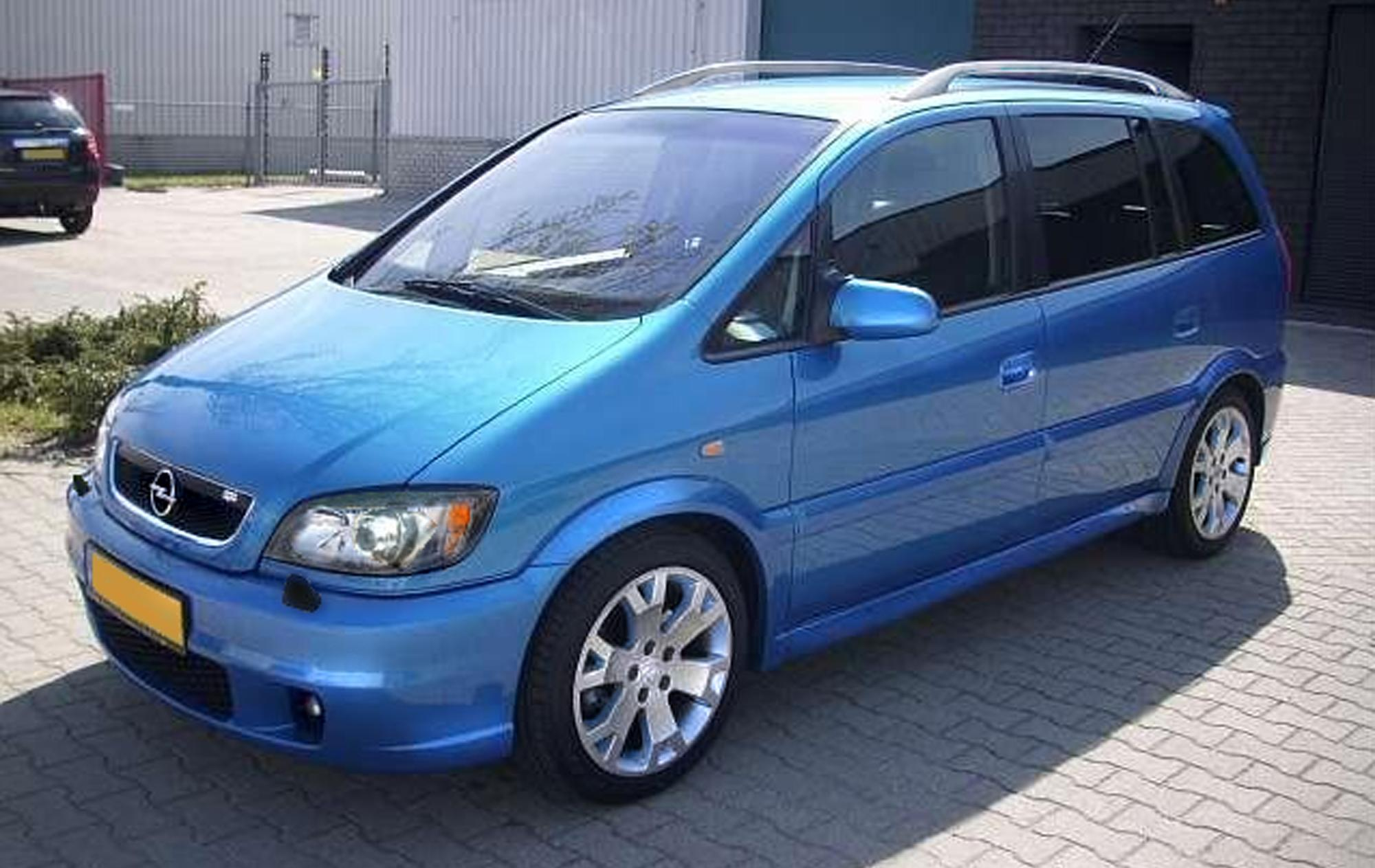
Zafira A OPC

Een variant van de Zafira A was de OPC-versie van deze wagen. Na de Astra G OPC was het de tweede wagen afkomstig van het Opel Performance Center. De Zafira A OPC behoudt het imago van gezinswagen maar kreeg een dynamischere vorm en ook de ruimte binnenin werd opnieuw ingedeeld.

### Motoren

#### Benzine
| Code   | Type        | Motor     | Motor     | Vermogen | Koppel | Jaartal     | Opmerking               |
| Code   | Type        | Inhoud    | Cilinders | Vermogen | Koppel | Jaartal     | Opmerking               |
| ------ | ----------- | --------- | --------- | -------- | ------ | ----------- | ----------------------- |
| X16XEL | 1.6 16V     | 1.598 cm³ | 4-in-lijn | 100 pk   | 150 Nm | 1999 - 2005 | basismotor              |
| X18XE1 | 1.8 16V     | 1.796 cm³ | 4-in-lijn | 115 pk   | 170 Nm | 1999 - 2001 |                         |
| Z18XE  | 1.8 16V     | 1.796 cm³ | 4-in-lijn | 125 pk   | 170 Nm | 2001 - 2005 | vervanger van de X18XE1 |
| Z20LET | 2.0 16V OPC | 1.998 cm³ | 4-in-lijn | 192 pk   | 250 Nm | 2000 - 2003 | turbomotor              |
| Z20LET | 2.0 16V OPC | 1.998 cm³ | 4-in-lijn | 200 pk   | 250 Nm | 2003 - 2004 | turbomotor              |
| Z22SE  | 2.2 16V     | 2.198 cm³ | 4-in-lijn | 147 pk   | 203 Nm | 1999 - 2005 |                         |
| Z16YNG | 1.6 cng     | 1.598 cm³ | 4-in-lijn | 97 pk    | 140 Nm | 2001 - 2005 | Motor uit de Astra G    |

#### Diesel
| Code   | Type        | Motor     | Motor     | Vermogen | Koppel | Jaartal     | Opmerking |
| Code   | Type        | Inhoud    | Cilinders | Vermogen | Koppel | Jaartal     | Opmerking |
| ------ | ----------- | --------- | --------- | -------- | ------ | ----------- | --------- |
| X20DTL | 2.0 DI 16V  | 1.995 cm³ | 4-in-lijn | 82 pk    | 185 Nm | 1999 - 2000 |           |
| Y20DTH | 2.0 DTI 16V | 1.995 cm³ | 4-in-lijn | 100 pk   | 230 Nm | 2000 - 2005 |           |
| Y22DTR | 2.2 DTI 16V | 2.172 cm³ | 4-in-lijn | 125 pk   | 280 Nm | 2001 - 2005 |           |

## Zafira B (2005-2011)

### Kenmerken
De Zafira B werd op 9 juli 2005 voorgesteld en wordt gebouwd op het platform van de Opel Astra H. De CDTI-motoren die worden gebruikt bij dit model worden gemaakt uit een samenwerking van General Motors en Fiat.
Een gefacelifte versie van de Zafira B werd in december 2007 voorgesteld tijdens de Bologna Motor Show. Deze versie was vanaf februari 2008 verkrijgbaar. De gefacelifte Zafira heeft een ietwat aangepast uiterlijk met strakkere lijnen.

### OPC-uitvoering

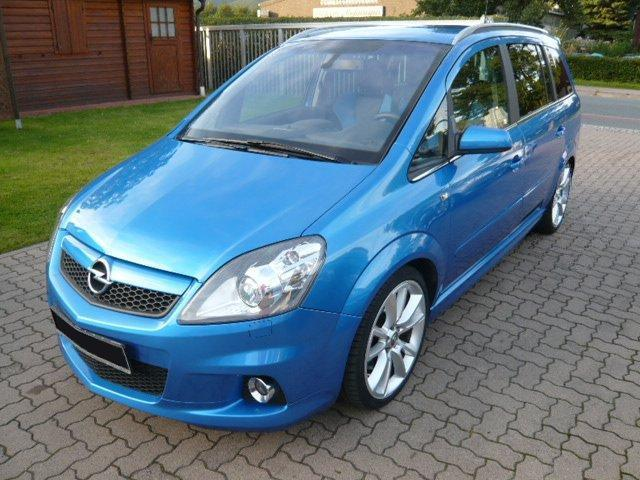
Zafira B OPC

Na de Zafira A kreeg ook de Zafira B een sportievere versie onder de naam OPC. Toen deze in 2005 op de markt kwam was het na de Astra nog steeds het enige andere model van Opel dat verkrijgbaar was als OPC. Hierna zouden ook andere modellen een OPC-uitvoering krijgen.

### Motoren

#### Benzine
| Code   | Type    | Motor     | Motor     | Vermogen | Koppel | Jaartal     | Opmerking                |
| Code   | Type    | Inhoud    | Cilinders | Vermogen | Koppel | Jaartal     | Opmerking                |
| ------ | ------- | --------- | --------- | -------- | ------ | ----------- | ------------------------ |
| Z16XEP | 1.6     | 1.598 cm³ | 4-in-lijn | 105 pk   | 150 Nm | 2005 - 2007 | Wervelkleppen "Twinport" |
| Z16XER | 1.6     | 1.598 cm³ | 4-in-lijn | 115 pk   | 155 Nm | 2008 - 2011 | Variabele Klepbediening  |
| Z18XER | 1.8     | 1.796 cm³ | 4-in-lijn | 140 pk   | 175 Nm | 2005 - 2011 | Vijfbak of "Easytronic"  |
| Z20LER | 2.0 T   | 1.998 cm³ | 4-in-lijn | 200 pk   | 262 Nm | 2005 - 2007 |                          |
| Z20LEH | 2.0 OPC | 1.998 cm³ | 4-in-lijn | 240 pk   | 320 Nm | 2005 - 2010 | OPC-uitvoering           |
| Z22YH  | 2.2     | 2.198 cm³ | 4-in-lijn | 150 pk   | 215 Nm | 2005 - 2010 | Directe Injectie         |

#### Cng
| Code   | Type      | Motor     | Motor     | Vermogen | Koppel | Jaartal     | Opmerking |
| Code   | Type      | Inhoud    | Cilinders | Vermogen | Koppel | Jaartal     | Opmerking |
| ------ | --------- | --------- | --------- | -------- | ------ | ----------- | --------- |
| Z16YNG | 1.6 cng   | 1.598 cm³ | 4-in-lijn | 94 pk    | 133 Nm | 2007 - 2010 |           |
| Z16YNG | 1.6 cng   | 1.598 cm³ | 4-in-lijn | 97 pk    | 130 Nm | 2005 - 2006 |           |
| Z16XNT | 1.6 T cng | 1.598 cm³ | 4-in-lijn | 150 pk   | 210 Nm | 2009 - 2011 |           |

#### Lpg
| Code   | Type | Motor     | Motor     | Vermogen      | Koppel | Jaartal     | Opmerking               |
| Code   | Type | Inhoud    | Cilinders | Vermogen      | Koppel | Jaartal     | Opmerking               |
| ------ | ---- | --------- | --------- | ------------- | ------ | ----------- | ----------------------- |
| Z18XER | 1.8  | 1.796 cm³ | 4-in-lijn | 137 pk 140 pk | 175 Nm | 2010 - 2011 | Variabele Klepbediening |

#### Diesel
| Code   | Type     | Motor     | Motor     | Vermogen | Koppel | Jaartal     | Opmerking |
| Code   | Type     | Inhoud    | Cilinders | Vermogen | Koppel | Jaartal     | Opmerking |
| ------ | -------- | --------- | --------- | -------- | ------ | ----------- | --------- |
| A17DTJ | 1.7 CDTI | 1.686 cm³ | 4-in-lijn | 110 pk   | 260 Nm | 2008 - 2011 |           |
| A17DTR | 1.7 CDTI | 1.686 cm³ | 4-in-lijn | 125 pk   | 280 Nm | 2008 - 2011 |           |
| Z19DTL | 1.9 CDTI | 1.910 cm³ | 4-in-lijn | 100 pk   | 260 Nm | 2005 - 2008 |           |
| Z19DT  | 1.9 CDTI | 1.910 cm³ | 4-in-lijn | 120 pk   | 280 Nm | 2005 - 2010 |           |
| Z19DTH | 1.9 CDTI | 1.910 cm³ | 4-in-lijn | 150 pk   | 320 Nm | 2005 - 2010 |           |

## Zafira C Tourer (2011-2019)

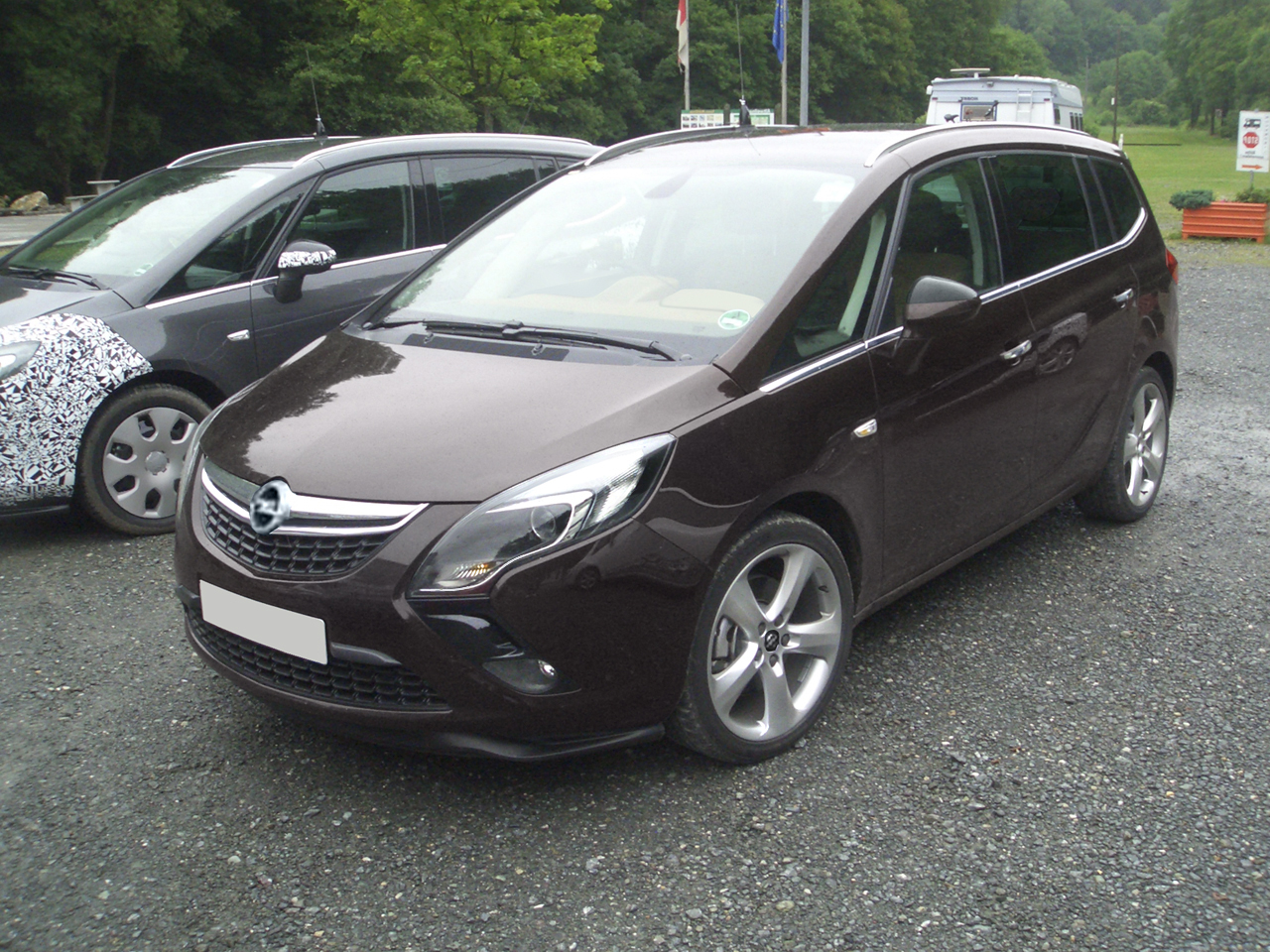
Opel Zafira C

### Kenmerken
Op het autosalon van Genève in 2011 werd het concept van de Zafira C, onder de naam Zafira Tourer, voorgesteld. Ruim een half jaar later op het IAA, dat plaatsvond van 15 tot 25 september, is de eigenlijke versie van dit model voorgesteld. De nieuwe Zafira Tourer is gebouwd op de vooras van een Insignia, en de achteras van de Astra J.

### Motoren

#### Benzine
| Type      | Motor     | Motor     | Vermogen | Koppel | Jaartal     | Opmerking |
| Type      | Inhoud    | Cilinders | Vermogen | Koppel | Jaartal     | Opmerking |
| --------- | --------- | --------- | -------- | ------ | ----------- | --------- |
| 1.4 Turbo | 1.364 cm³ | 4-in-lijn | 120 pk   | 200 Nm | 2012 - 2016 |           |
| 1.4 Turbo | 1.364 cm³ | 4-in-lijn | 140 pk   | 200 Nm | 2012 - 2016 |           |
| 1.6 Turbo | 1.598 cm³ | 4-in-lijn | 170 pk   | 260 Nm | 2013 - 2016 |           |
| 1.6 Turbo | 1.598 cm³ | 4-in-lijn | 200 pk   | 280 Nm | 2015 - 2016 |           |

#### Cng
| Type          | Motor     | Motor     | Vermogen | Koppel | Jaartal     | Opmerking |
| Type          | Inhoud    | Cilinders | Vermogen | Koppel | Jaartal     | Opmerking |
| ------------- | --------- | --------- | -------- | ------ | ----------- | --------- |
| 1.6 Turbo CNG | 1.598 cm³ | 4-in-lijn | 150 pk   | 210 Nm | 2012 - 2016 |           |

#### Lpg
| Type              | Motor     | Motor     | Vermogen | Koppel | Jaartal     | Opmerking |
| Type              | Inhoud    | Cilinders | Vermogen | Koppel | Jaartal     | Opmerking |
| ----------------- | --------- | --------- | -------- | ------ | ----------- | --------- |
| 1.4 Turbo Bi-Fuel | 1.364 cm³ | 4-in-lijn | 136 pk   | 185 Nm | 2012 - 2016 |           |

#### Diesel
| Type             | Motor     | Motor     | Vermogen | Koppel | Jaartal     | Opmerking |
| Type             | Inhoud    | Cilinders | Vermogen | Koppel | Jaartal     | Opmerking |
| ---------------- | --------- | --------- | -------- | ------ | ----------- | --------- |
| 2.0 CDTI         | 1.956 cm³ | 4-in-lijn | 130 pk   | 300 Nm | 2011 - 2013 |           |
| 1.6 CDTI         | 1.586 cm³ | 4-in-lijn | 136 pk   | 320 Nm | 2013 - 2016 |           |
| 2.0 CDTI         | 1.956 cm³ | 4-in-lijn | 165 pk   | 350 Nm | 2011 - 2015 |           |
| 2.0 CDTI         | 1.956 cm³ | 4-in-lijn | 170 pk   | 400 Nm | 2015 - 2016 |           |
| 2.0 CDTI BiTurbo | 1.956 cm³ | 4-in-lijn | 195 pk   | 400 Nm | 2012 - 2015 |           |

## Zafira Life (2019-heden)

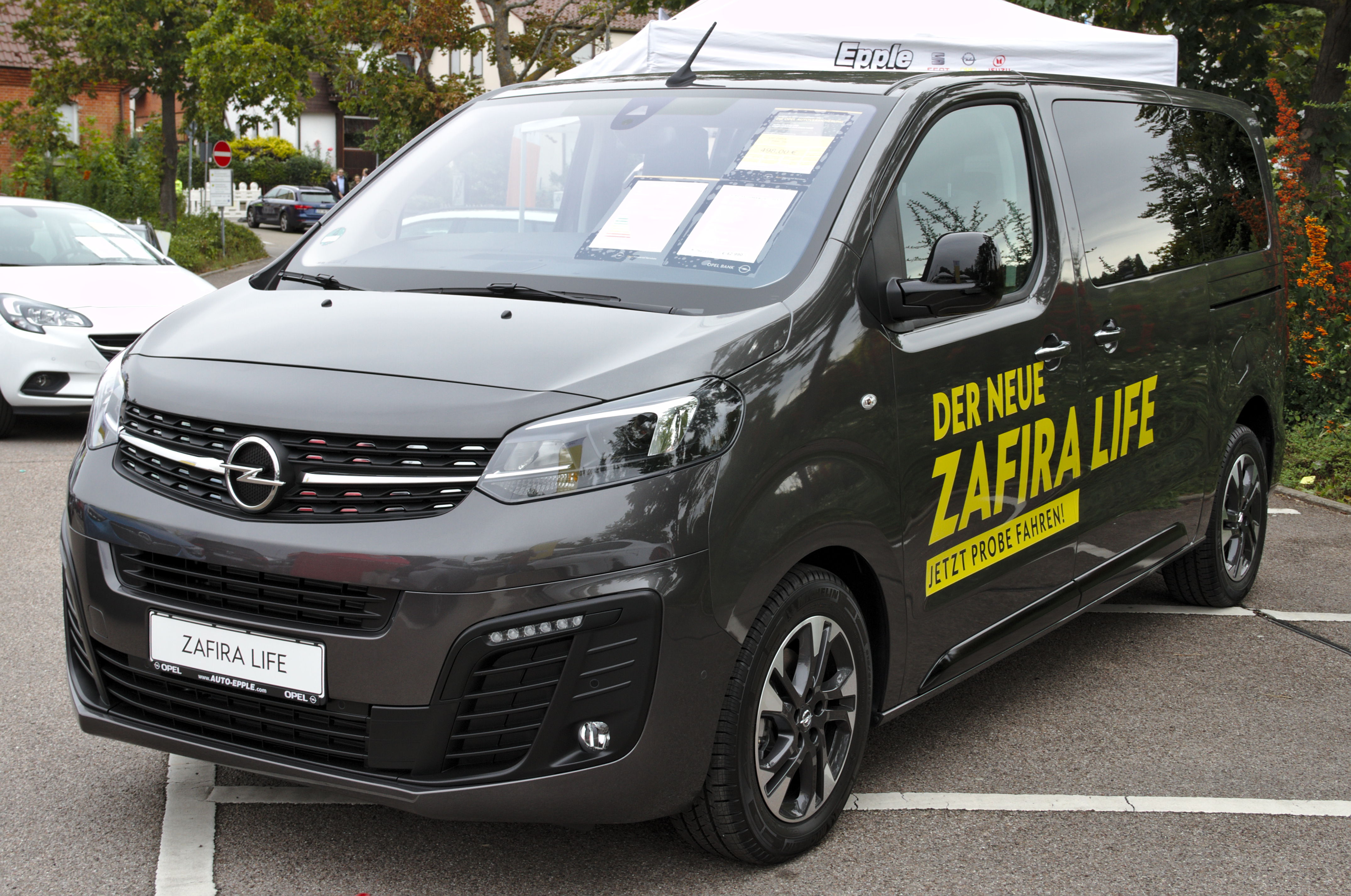
Opel Zafira Life

### Kenmerken
In tegenstelling tot wat de naam doet vermoeden is de Zafira Life niet langer een MPV zoals zijn voorgangers. De Zafira Life is afgeleid van de Citroën SpaceTourer, een personenbusje dat tot negen personen kan vervoeren. In dat opzicht is deze wagen dus eerder een afstammeling van de Vivaro bestelwagen.
Naast de versie met klassieke verbrandingsmotor werd er in 2020 ook een volledig elektrische versie voorgesteld, de Zafira-e Life. Deze beschikt over een 136 pk sterke elektromotor die de voorwielen aandrijft.

### Motoren

#### Diesel
| Type   | Motor     | Motor     | Vermogen | Koppel | Jaartal      | Opmerking |
| Type   | Inhoud    | Cilinders | Vermogen | Koppel | Jaartal      | Opmerking |
| ------ | --------- | --------- | -------- | ------ | ------------ | --------- |
| 1.5 TD | 1.499 cm³ | 4-in-lijn | 102 pk   | 300 Nm | 2019 - heden |           |
| 1.5 TD | 1.499 cm³ | 4-in-lijn | 120 pk   | 300 Nm | 2019 - heden |           |
| 2.0 TD | 1.997 cm³ | 4-in-lijn | 150 pk   | 400 Nm | 2019 - heden |           |
| 2.0 TD | 1.997 cm³ | 4-in-lijn | 177 pk   | 400 Nm | 2019 - heden |           |

#### Elektrisch
| Type       | Batterij | Vermogen | Koppel | Jaartal      | Opmerking                   |
| ---------- | -------- | -------- | ------ | ------------ | --------------------------- |
| elektrisch | 50 kWh   | 136 pk   | 260 Nm | 2020 - heden | WLTP-actieradius van 230 km |
| elektrisch | 75 kWh   | 136 pk   | 260 Nm | 2021 - heden | WLTP-actieradius van 330 km |

## Zafira in andere landen
De Opel Zafira heet niet overal Opel. Dit is alleen in continentaal Europa en in Ierland het geval.
| Land                          | Merk      | Model  |
| ----------------------------- | --------- | ------ |
| Verenigd Koninkrijk           | Vauxhall  | Zafira |
| Oceanië                       | Holden    | Zafira |
| Japan                         | Subaru    | Traviq |
| Midden-Amerika & Zuid-Amerika | Chevrolet | Zafira |